# The Young Lawyers

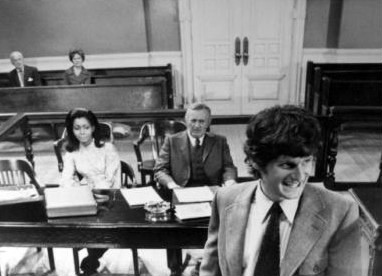
Judy Pace, Lee J. Cobb en Zalman King in The Young Lawyers (1970)

The Young Lawyers was een Amerikaanse advocatenserie die uitgezonden werd door ABC van 21 september 1970 tot en met 24 maart 1971. De serie volgde op de gelijknamige televisiefilm die op 28 oktober 1969 te zien was. Er werd slechts een seizoen van 24 afleveringen gemaakt.

## Verhaal
Aaron Silverman maakt deel uit van een groep jonge, idealistische studenten aan een gerenommeerde rechtenfaculteit in Boston die het "Neighborhood Law Office" openen, een centrum voor rechtshulp waar de armen en minderbedeelden terechtkunnen. Omdat deze jonge studenten nog niet zijn toegelaten tot de balie, krijgen ze begeleiding van de gevestigde advocaat David Barrett.

## Rolverdeling
| Acteur        | Personage       |
| ------------- | --------------- |
| Lee J. Cobb   | David Barrett   |
| Zalman King   | Aaron Silverman |
| Judy Pace     | Pat Walters     |
| Phillip Clark | Chris Blake     |

## Trivia
- In 1971 werd de serie genomineerd voor een Golden Globe voor "beste dramaserie". Zalman King werd genomineerd voor "beste mannelijke bijrol in een serie, miniserie of televisiefilm".